# Chiesa di Sant'Agostino (Milano)
La chiesa di Sant'Agostino, chiamata in antichità Santa Maria di Vedano, era una chiesa di Milano. Situata in via Monte di Pietà, fu soppressa nel 1798.

## Storia
Notizie del convento si hanno dal 1428 quando per ordine del duca di Milano vennero introdotte nel convento di monache Umiliate otto monache dell'ordine di Sant'Agostino. Ancora nel 1486 in una lettere sempre del duca di Milano viene nominata la chiesa con l'antico nome di "Santa Maria in Vedano". Della soppressa chiesa e monastero non sono noti il destino fino al 1828, quando la vasta area delle ortaglie dell'ex convento venne venduta al conte Francesco Arese Lucini che vi edificò il suo palazzo.

## Architettura
La chiesa, di cui non si conoscono le antiche forme, fu completamente rifatta a partire dal Cinquecento: vi era antistante alla chiesa un porticato con colonne di pietra che serviva da ingresso sia alla chiesa sia al monastero. La facciata era stata eretta su disegno di Francesco Maria Richini ed era ornata con "colonne e statue". La chiesa possedeva una cupola retta da quattro grandi colonne di marmo che formavano tra di loro quattro archi. La chiesa presentava tre cappelle: nella maggiore vi era la tela del Nascimento di Gesù Cristo di Giulio Campi, mentre in una delle due cappelle laterali era presente il martirio di Sant'Agata di Panfilo Nuvolone, secondo Carlo Torre iniziato dal Cerano.